# Rainerhorn
Rainerhorn är en bergstopp i Österrike.   Den ligger i distriktet Lienz och förbundslandet Tyrolen, i den centrala delen av landet, 300 km väster om huvudstaden Wien. Toppen på Rainerhorn är 3 559 meter över havet, eller 138 meter över den omgivande terrängen.
Den högsta punkten i närheten är Großvenediger, 3 662 meter över havet, 1,7 km nordväst om Rainerhorn. Runt Rainerhorn är det ganska glesbefolkat, med 26 invånare per kvadratkilometer.. Närmaste större samhälle är Matrei in Osttirol, 17,0 km sydost om Rainerhorn.